# Huarina
Huarina ist eine Ortschaft im Departamento La Paz im südamerikanischen Anden-Staat Bolivien.

## Lage im Nahraum
Huarina ist zentraler Ort des Municipio Huarina in der Provinz Omasuyos. Die Ortschaft liegt auf einer Höhe von 3843 m an den südlichen Ausläufern des Titicacasees.

## Geographie
Huarina liegt auf dem bolivianischen Altiplano am Ostufer des Titicacasees, zwischen den Anden-Gebirgsketten der Cordillera Occidental im Westen und der Cordillera Central im Osten. Das Klima im Raum Huarina leitet sich ab aus der Höhenlage auf dem Altiplano und der Nähe zur großen Wasserfläche des Titicacasee, der die Temperaturschwankungen abmildert. Bedingt durch die Höhenlage und über weite Strecken des Jahres geringe Bewölkung herrscht in der Region ein typisches Tageszeitenklima, bei dem die mittleren Temperaturschwankungen im Tagesverlauf deutlicher ausfallen als im Ablauf der Jahreszeiten.
Die Jahresdurchschnittstemperatur liegt bei 11 °C (siehe Klimadiagramm Achacachi), wobei der Monatsdurchschnitt im kältesten Monat (Juli) mit 8 °C nur wenig von den wärmsten Monat (November bis März) mit 12 °C abweicht. Das Klima ist arid von Juni bis August mit nur sporadischen Niederschlägen, und es ist humid in den Sommermonaten, vor allem von Dezember bis März, mit Monatsniederschlägen von teilweise mehr als 100 mm. Der Jahresniederschlag liegt bei etwa 600 mm.

## Verkehrsnetz
Huarina liegt in einer Entfernung von 70 Straßenkilometern nordwestlich von La Paz, der Hauptstadt des gleichnamigen Departamentos.
Von La Paz führt die Nationalstraße Ruta 2 über El Alto in nordwestlicher Richtung bis Huarina und von dort weiter nach Copacabana und Khasani.

## Bevölkerung
Die Einwohnerzahl der Ortschaft ist in den vergangenen beiden Jahrzehnten um etwa die Hälfte angestiegen:
| Jahr | Einwohner | Quelle       |
| ---- | --------- | ------------ |
| 1992 | 1029      | Volkszählung |
| 2001 | 1308      | Volkszählung |
| 2012 | 1554      | Volkszählung |
| 2024 |           | Volkszählung |

Die Bevölkerung der Region gehört vor allem dem indigenen Volk der Aymara an. Bei der Volkszählung 2001 hatte der Kanton Huarina 6559 Einwohner.